# 斑胸䴉
斑胸䴉（Bostrychia rara），又名點胸䴉或點胸朱鷺，是一種朱鷺。牠們分佈在安哥拉、喀麥隆、中非共和國、剛果共和國、剛果民主共和國、科特迪瓦、赤道畿內亞、加蓬、加納、圭亞那、利比里亞、尼日利亞、塞拉里昂及烏干達。